# 武藏五日市站
武藏五日市站（日语：／ Musashi-itsukaichi eki */?），是一個位於東京都秋留野市館谷台，屬於東日本旅客鐵道（JR東日本）五日市線的鐵路車站，也是此線的終點站。

## 車站結構
島式月台1面2線，是五日市線唯一的高架車站。

### 月台配置
| 月台 | 路線     | 目的地         |
| ---- | -------- | -------------- |
| 1、2 | 五日市線 | 拜島、立川方向 |

（來源：JR東日本:車站構內圖 （页面存档备份，存于））

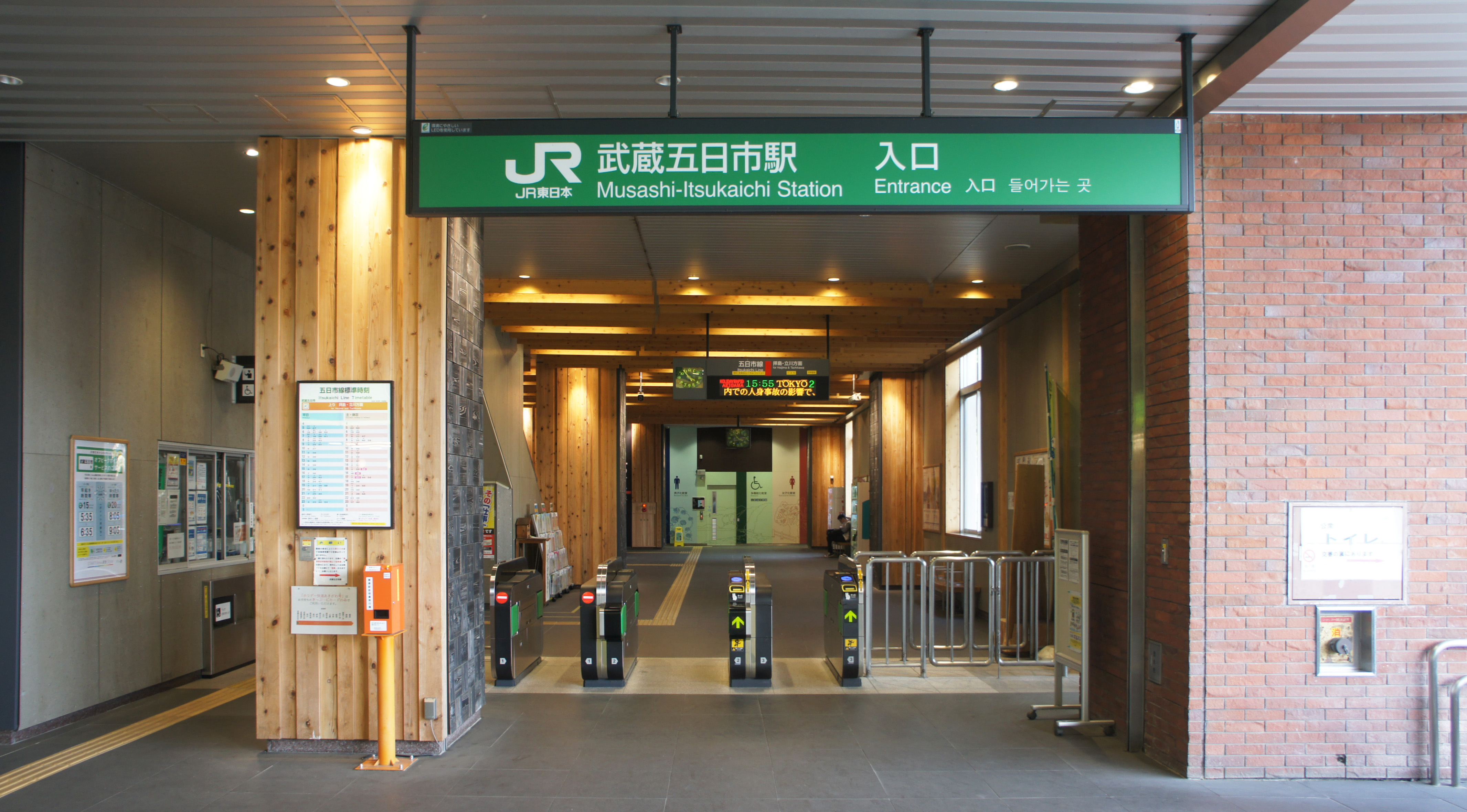
閘口（2021年4月）
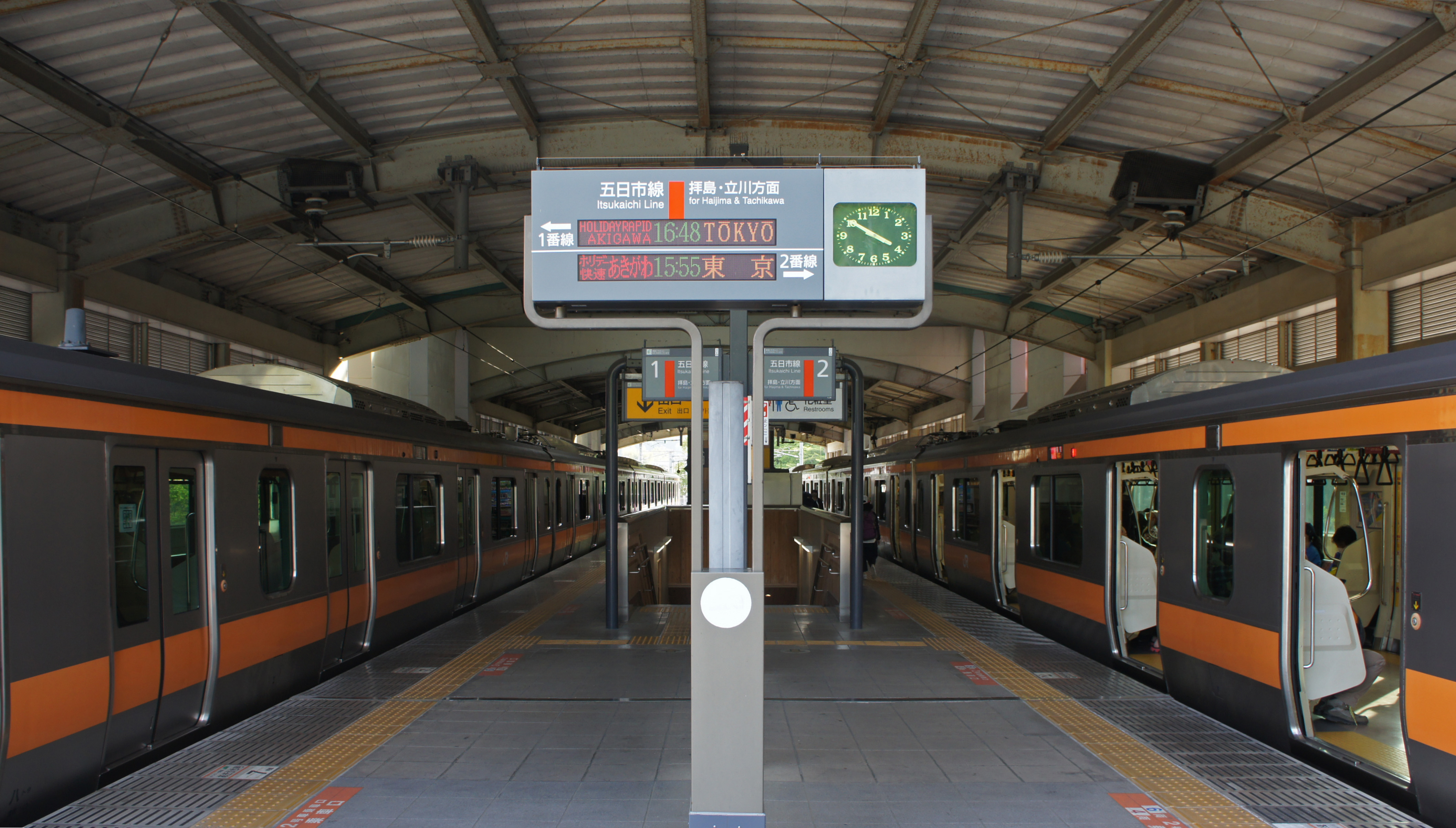
月台（2021年4月）

## 使用情況
2019年度日平均乘车人次為4,164人。
近年，日平均乘车人次的推移如下表。
| 年度   | 每日平均 乘车人次 | 來源     |
| ------ | ----------------- | -------- |
| 1990年 | 5,356             | [ * 1 ]  |
| 1991年 | 5,396             | [ * 2 ]  |
| 1992年 | 5,414             | [ * 3 ]  |
| 1993年 | 5,296             | [ * 4 ]  |
| 1994年 | 5,241             | [ * 5 ]  |
| 1995年 | 5,156             | [ * 6 ]  |
| 1996年 | 5,216             | [ * 7 ]  |
| 1997年 | 5,091             | [ * 8 ]  |
| 1998年 | 5,000             | [ * 9 ]  |
| 1999年 | 4,975             | [ * 10 ] |
| 2000年 | 4,767             | [ * 11 ] |
| 2001年 | 4,755             | [ * 12 ] |
| 2002年 | 4,810             | [ * 13 ] |
| 2003年 | 4,836             | [ * 14 ] |
| 2004年 | 4,809             | [ * 15 ] |
| 2005年 | 4,810             | [ * 16 ] |
| 2006年 | 4,763             | [ * 17 ] |
| 2007年 | 4,848             | [ * 18 ] |
| 2008年 | 4,761             | [ * 19 ] |
| 2009年 | 4,698             | [ * 20 ] |
| 2010年 | 4,602             | [ * 21 ] |
| 2011年 | 4,509             | [ * 22 ] |
| 2012年 | 4,584             | [ * 23 ] |
| 2013年 | 4,624             | [ * 24 ] |
| 2014年 | 4,597             | [ * 25 ] |
| 2015年 | 4,528             | [ * 26 ] |
| 2016年 | 4,427             | [ * 27 ] |
| 2017年 | 4,428             | [ * 28 ] |
| 2018年 | 4,376             | [ * 29 ] |
| 2019年 | 4,164             |          |

## 相鄰車站
東日本旅客鐵道
 五日市線
■特別快速「假日快速秋川」（只限週末假日）、■青梅特快、■快速、■各站停車（全部五日市線內各站停車）
武藏增戶（JC 85）－武藏五日市（JC 86）

### 廢除路段
日本國有鐵道
五日市線（岩井支線）
武藏五日市－大久野

### 使用情況
JR東日本2000年度以後的上車人次
1. ↑  各駅の乗車人数（2000年度） （页面存档备份，存于） - JR東日本
2. ↑  各駅の乗車人数（2001年度） （页面存档备份，存于） - JR東日本
3. ↑  各駅の乗車人数（2002年度） （页面存档备份，存于） - JR東日本
4. ↑  各駅の乗車人数（2003年度） （页面存档备份，存于） - JR東日本
5. ↑  各駅の乗車人数（2004年度） （页面存档备份，存于） - JR東日本
6. ↑  各駅の乗車人数（2005年度） （页面存档备份，存于） - JR東日本
7. ↑  各駅の乗車人数（2006年度） （页面存档备份，存于） - JR東日本
8. ↑  各駅の乗車人数（2007年度） （页面存档备份，存于） - JR東日本
9. ↑  各駅の乗車人数（2008年度） （页面存档备份，存于） - JR東日本
10. ↑  各駅の乗車人数（2009年度） （页面存档备份，存于） - JR東日本
11. ↑  各駅の乗車人数（2010年度） （页面存档备份，存于） - JR東日本
12. ↑  各駅の乗車人数（2011年度） （页面存档备份，存于） - JR東日本
13. ↑  各駅の乗車人数（2012年度） （页面存档备份，存于） - JR東日本
14. ↑  各駅の乗車人数（2013年度） （页面存档备份，存于） - JR東日本
15. ↑  各駅の乗車人数（2014年度） （页面存档备份，存于） - JR東日本
16. ↑  各駅の乗車人員（2015年度） （页面存档备份，存于） - JR東日本
17. ↑  各駅の乗車人員（2016年度） （页面存档备份，存于） - JR東日本
18. ↑  各駅の乗車人員（2017年度） （页面存档备份，存于） - JR東日本
19. ↑  各駅の乗車人員（2018年度） （页面存档备份，存于） - JR東日本
20. ↑  各駅の乗車人員（2019年度） （页面存档备份，存于） - JR東日本

東京都統計年鑑
1. ↑  .   [2020-07-29]. （原始内容存档于2016-03-05）.
2. ↑  .   [2020-07-29]. （原始内容存档于2016-03-05）.
3. ↑  .   [2017-12-12]. （原始内容存档于2013-08-15）.
4. ↑  .   [2017-12-12]. （原始内容存档于2013-02-03）.
5. ↑  .   [2017-12-12]. （原始内容存档于2013-02-03）.
6. ↑  .   [2017-12-12]. （原始内容存档于2013-02-03）.
7. ↑  .   [2017-12-12]. （原始内容存档于2013-02-03）.
8. ↑  .   [2017-12-12]. （原始内容存档于2016-03-04）.
9. ↑  東京都統計年鑑（平成10年）PDF
10. ↑  東京都統計年鑑（平成11年）PDF
11. ↑  .   [2017-12-12]. （原始内容存档于2016-03-04）.
12. ↑  .   [2017-12-12]. （原始内容存档于2016-03-04）.
13. ↑  .   [2017-12-12]. （原始内容存档于2017-07-29）.
14. ↑  .   [2017-12-12]. （原始内容存档于2017-07-29）.
15. ↑  .   [2017-12-12]. （原始内容存档于2017-07-29）.
16. ↑  .   [2017-12-12]. （原始内容存档于2017-07-29）.
17. ↑  .   [2017-12-12]. （原始内容存档于2017-07-29）.
18. ↑  .   [2017-12-12]. （原始内容存档于2017-07-29）.
19. ↑  .   [2017-12-12]. （原始内容存档于2017-07-29）.
20. ↑  .   [2017-12-12]. （原始内容存档于2016-03-26）.
21. ↑  .   [2017-12-12]. （原始内容存档于2016-03-27）.
22. ↑  .   [2017-12-12]. （原始内容存档于2016-03-25）.
23. ↑  .   [2017-12-12]. （原始内容存档于2016-03-27）.
24. ↑  .   [2017-12-12]. （原始内容存档于2016-03-22）.
25. ↑  .   [2017-12-12]. （原始内容存档于2017-07-30）.
26. ↑  .   [2017-12-12]. （原始内容存档于2018-11-09）.
27. ↑  .   [2020-07-26]. （原始内容存档于2019-05-02）.
28. ↑  .   [2020-07-26]. （原始内容存档于2019-12-03）.
29. ↑  .   [2020-07-26]. （原始内容存档于2020-08-04）.

## 外部連結
- 車站資訊（武藏五日市）：東日本旅客鐵道